# أغنية البصل

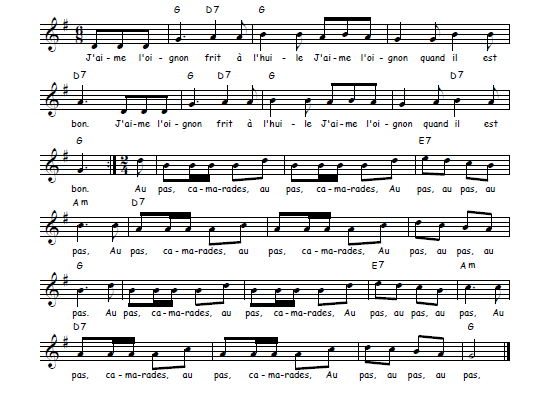
نوتة موسيقية لأغنية البصل.

أغنية البصل هي أغنية عسكرية فرنسية مجهولة المصدر تعود إلى الثورة والإمبراطورية الأولى. كانت واحدة من الألحان المفضلة لرجال القنابل اليدوية في الحرس الإمبراطوري.
يتم الاستشهاد بموضوع هذه الأغنية، نغمة بنغمة، من خلال نداء الأبواق في مقدمة الأوبرا التي كتبها إتيان نيكولا ميهول، مطاردة هنري الشاب، التي عرضت لأول مرة في 1 مايو 1797 في قاعة فافارت في باريس. بسبب نجاح وشعبية أغنية البصل في أوائل القرن التاسع عشر، يبدو من المرجح جدًا أن مهول هو مؤلفها.
تقول الأسطورة أن هذه الأغنية ولدت قبل وقت قصير من معركة مارينجو، في 14 يونيو 1800. رأى بونابرت رماة القنابل اليدوية يفركون قشرة من الخبز بقوة. "ماذا تفركون على خبزكم؟" سألهم.
- إنه البصل، يا جنرال.
- آه! حسنًا، لا يوجد شيء أفضل للمشي السريع على طريق المجد.

## كلمات
أنا أحب البصل المقلي في الزيت،
أحب البصل عندما يكون جيدًا.
أنا أحب البصل المقلي في الزيت،
أنا أحب البصل، أنا أحب البصل.

خطوة بخطوة أيها الرفاق، خطوة بخطوة أيها الرفاق،
خطوة بخطوة، خطوة بخطوة،
خطوة بخطوة أيها الرفاق، خطوة بخطوة أيها الرفاق،
خطوة بخطوة، خطوة بخطوة، خطوة بخطوة.
بصلة واحدة مقلية بالزيت،
بصلة واحدة تحولنا إلى أسد،
بصلة واحدة مقلية بالزيت،
بصلة واحدة تحولنا إلى أسد.

ولكن لا بصل للنمساويين،
لا بصل لجميع هذه الكلاب،
ولكن لا بصل للنمساويين،
لا، لا بصل، لا، لا بصل.

لنحب البصل المقلي في الزيت،
فلنحب البصل لأنه جيد،
لنحب البصل المقلي في الزيت،
لنحب البصل، لنحب البصل.

## فيلموغرافيا
- تستخدم فرقة الفتيات والدبابات هذه الأغنية في الموسيقى التصويرية الأصلية الخاصة بها.
- أغنية جان روش كويجنت تم غنائها أثناء هجوم الحرس الإمبراطوري.

## روابط خارجية
- أغنية البصل على اليوتيوب .
- أغنية البصل على WordNews/Chants d'Empire .
- أغنية البصل من الموسيقى التصويرية الأصلية لفيلم Girls und Panzer .